# تماعيت (الدراركة)
تماعيت هي إحدى مشيخات المملكة المغربية، تتبع جغرافيا لعمالة أكادير إدا وتنان وإداريًا لالدراركة. يقدر عدد سكانها بـ 7321 نسمة حسب الإحصاء الرسمي للسكان والسكنى لسنة 2004.